# Horisme albiplaga
Horisme albiplaga är en fjärilsart som beskrevs av Claude Herbulot 1988. Horisme albiplaga ingår i släktet Horisme och familjen mätare. Inga underarter finns listade i Catalogue of Life.